# Björn Ingmar Böske
Björn Ingmar Böske (* 25. Juli 1991 in Bielefeld) ist ein deutscher Film- und Theaterschauspieler.

## Leben und Karriere
Bereits während seiner Schulzeit sammelte er im Jugendclub des Theaters Bielefeld erste Schauspielerfahrungen. Nach seinem Abitur war er für ein Jahr im Theater Total in Bochum. Von 2013 bis 2017 studierte er Schauspiel an der Filmuniversität Babelsberg. Während seines Studiums stand er in Stralsund und Greifswald als Gast am Theater Vorpommern auf der Bühne. Zudem ist er auch als Filmschauspieler tätig und drehte schon in der Zeit seines Studiums mit Regisseuren wie Jan Růžička und Andreas Prochaska. Neben kleineren Auftritten wie in der Sky-Serie Das Boot spielte er unter anderem die Hauptrolle im ARD Märchenfilm Das Märchen vom Schlaraffenland und Der Prinz im Bärenfell. Seit der Spielzeit 2019/2020 ist er festes Ensemblemitglied im Schauspiel des Theaters Ulm.

## Filmografie (Auswahl)
- 2014: Die Fliege (Kurzfilm)
- 2014: Schrank (Kurzfilm)
- 2014: Idealo (Kurzfilm)
- 2015: Das Märchen vom Schlaraffenland (Fernsehfilm)
- 2015: Der Prinz im Bärenfell (Fernsehfilm)
- 2015: Pitter (Kurzfilm)
- 2015: Zimmer 8612 (Kurzfilm)
- 2016: Praxis mit Meerblick (Reihe)
- 2016: Dit is Fußball (Serie)
- 2016: Tanz den Untergang mit mir (Kurzfilm)
- 2017: Die Spezialisten – Im Namen der Opfer (Serie)
- 2018: Das Boot (Serie)
- 2018: Das Traumschiff (Fernsehreihe, Folge Japan)
- 2019: Capelli Code (Serie)

## Theater
- 2015–2016: Katzelmacher (Theater Potsdam)
- 2017: Die Prinzessin und der Schweinehirt (Theater Vorpommern)
- seit 2019: Ein Käfig voller Narren (Ensemblemitglied am Theater Ulm)

| Personendaten    | Personendaten                           |
| ---------------- | --------------------------------------- |
| NAME             | Böske, Björn Ingmar                     |
| KURZBESCHREIBUNG | deutscher Film- und Theaterschauspieler |
| GEBURTSDATUM     | 25. Juli 1991                           |
| GEBURTSORT       | Bielefeld                               |